# CBS News Sunday Morning
CBS News Sunday Morning é um programa de televisão estadunidense produzido pela rede CBS desde 28 de janeiro de 1979. Criado por Robert Northshield e Charles Kuralt, o programa de 90 minutos vai ao ar atualmente aos domingos a partir das 9:30.

## Elenco

### Apresentadores
- Jane Pauley (2016–presente)
- Lee Cowan – substituto

### Correspondentes
- Serena Altschul
- John Blackstone
- Rita Braver
- Luke Burbank
- Lee Cowan
- Seth Doane
- David Edelstein – crítico de cinema e televisão
- Bill Flanagan – crítico de música
- Jim Gaffigan – comentarista
- Nancy Giles – comentarista
- Steve Hartman
- Conor Knighton
- Ted Koppel
- Anthony Mason
- Erin Moriarty
- Mo Rocca
- Faith Salie – comentarista
- Tracy Smith
- Ben Stein – comentarista
- Martha Teichner